# بلزن
بلزن (بالتشيكية: Plzeň) والمعروفة أيضًا (بالإنجليزية والألمانية : Pilsen) هي مدينة في غرب جمهورية التشيك. تُعد رابع أكبر مدينة من حيث عدد السكان في البلاد، حيث يبلغ عدد سكانها حوالي 186,000 نسمة. تقع على بعد حوالي 78 كيلومترًا (48 ميلًا) جنوب غرب براغ، عند التقاء أربعة أنهار: مجه، أوهلافا، أوسلافا، و رادبوزا، التي تشكل معًا نهر بيرونكا.
بلزن هي عاصمة محافظة بذات الاسم ومساحتها حوالي 138 كيلومترا مربعا.

## جغرافيا المدينة

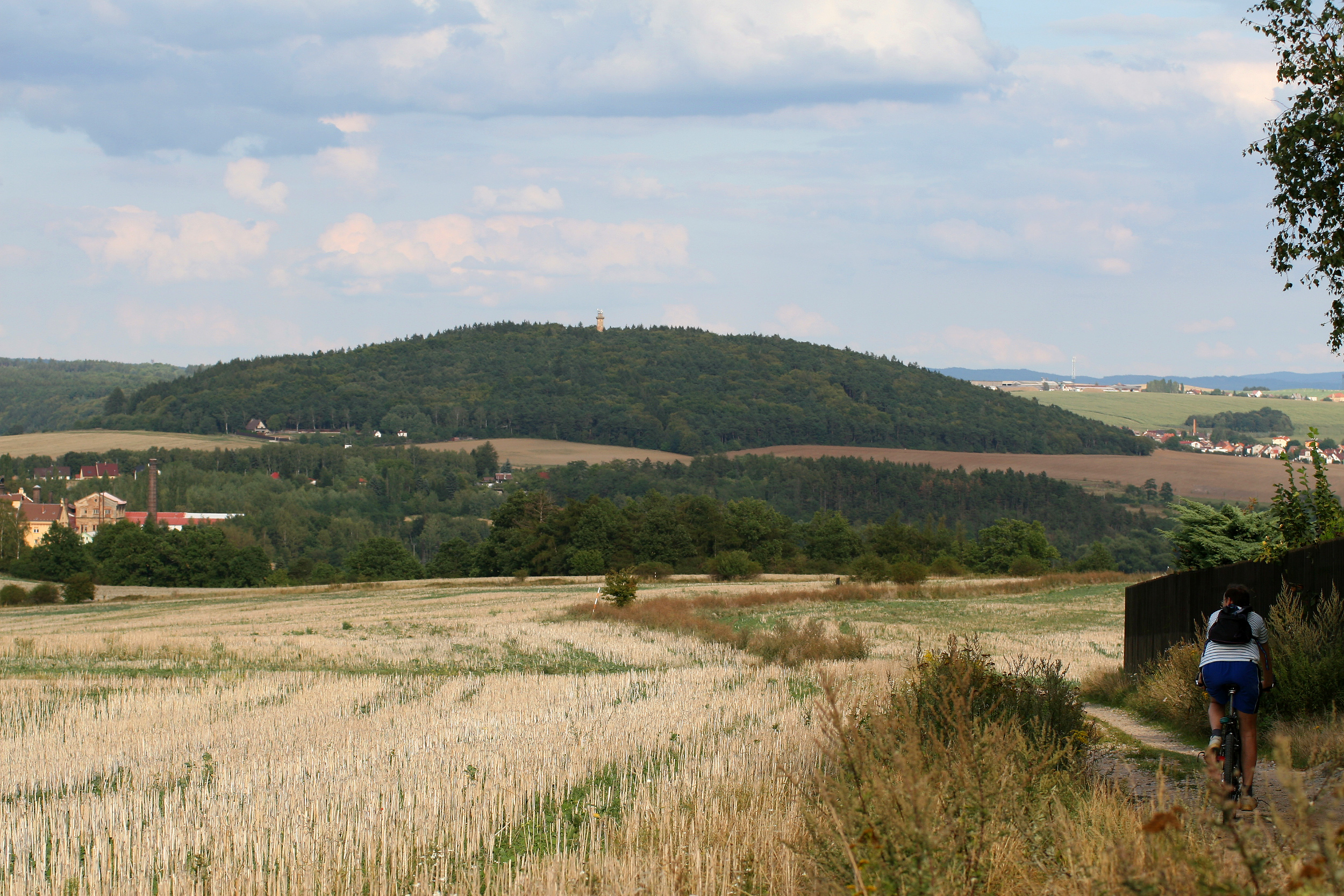
تل تشلوم، أعلى نقطة في بلزن

تقع مدينة بلزن على بُعد حوالي 78 كيلومترًا غرب براغ. تقع المدينة عند التقاء أربعة أنهار: مجه (Mže)، أوهلافا (Úhlava)، أوسلافا (Úslava) ورادبوزا (Radbuza)، وعند التقاء نهري مجه ورادبوزا يُعرف النهر باسم بيرونكا (Berounka). تمتد بلزن في الغالب ضمن مرتفعات بلاسي (Plasy)، مع امتداد أجزاء صغيرة من أراضيها البلدية إلى مرتفعات شفيهوف (Švihov) شرقًا وجنوبًا. أعلى نقطة في المدينة هي تل تشلوم (Chlum) بارتفاع 416 مترًا فوق مستوى سطح البحر، بينما أدنى نقطة هي ضفاف نهر بيرونكا على ارتفاع 293 مترًا.
أكبر المسطحات المائية في المدينة هي خزان تشيسكي أودولي (České údolí)، الذي بُني على نهر رادبوزا. كما توجد مجموعة من برك الأسماك على الحافة الشمالية للمدينة.
المناخ في بلزن
تتميز بلزن بمناخ محيطي معتدل (Cfb)، حيث يبلغ متوسط الهطول السنوي 525 ملم، ومتوسط درجة الحرارة السنوية 8.4 درجة مئوية.
تفاوتت درجات الحرارة القصوى بين -28.0 درجة مئوية في 12 فبراير 1985، إلى 40.1 درجة مئوية في 27 يوليو 1983.
| البيانات المناخية لـبلزن-بوليفيتس, 1991–2020 , أقصى درجات الحرارة منذ 1969–الآن | البيانات المناخية لـبلزن-بوليفيتس, 1991–2020 , أقصى درجات الحرارة منذ 1969–الآن | البيانات المناخية لـبلزن-بوليفيتس, 1991–2020 , أقصى درجات الحرارة منذ 1969–الآن | البيانات المناخية لـبلزن-بوليفيتس, 1991–2020 , أقصى درجات الحرارة منذ 1969–الآن | البيانات المناخية لـبلزن-بوليفيتس, 1991–2020 , أقصى درجات الحرارة منذ 1969–الآن | البيانات المناخية لـبلزن-بوليفيتس, 1991–2020 , أقصى درجات الحرارة منذ 1969–الآن | البيانات المناخية لـبلزن-بوليفيتس, 1991–2020 , أقصى درجات الحرارة منذ 1969–الآن | البيانات المناخية لـبلزن-بوليفيتس, 1991–2020 , أقصى درجات الحرارة منذ 1969–الآن | البيانات المناخية لـبلزن-بوليفيتس, 1991–2020 , أقصى درجات الحرارة منذ 1969–الآن | البيانات المناخية لـبلزن-بوليفيتس, 1991–2020 , أقصى درجات الحرارة منذ 1969–الآن | البيانات المناخية لـبلزن-بوليفيتس, 1991–2020 , أقصى درجات الحرارة منذ 1969–الآن | البيانات المناخية لـبلزن-بوليفيتس, 1991–2020 , أقصى درجات الحرارة منذ 1969–الآن | البيانات المناخية لـبلزن-بوليفيتس, 1991–2020 , أقصى درجات الحرارة منذ 1969–الآن | البيانات المناخية لـبلزن-بوليفيتس, 1991–2020 , أقصى درجات الحرارة منذ 1969–الآن |
| الشهر                                                                           | يناير                                                                           | فبراير                                                                          | مارس                                                                            | أبريل                                                                           | مايو                                                                            | يونيو                                                                           | يوليو                                                                           | أغسطس                                                                           | سبتمبر                                                                          | أكتوبر                                                                          | نوفمبر                                                                          | ديسمبر                                                                          | المعدل السنوي                                                                   |
| ------------------------------------------------------------------------------- | ------------------------------------------------------------------------------- | ------------------------------------------------------------------------------- | ------------------------------------------------------------------------------- | ------------------------------------------------------------------------------- | ------------------------------------------------------------------------------- | ------------------------------------------------------------------------------- | ------------------------------------------------------------------------------- | ------------------------------------------------------------------------------- | ------------------------------------------------------------------------------- | ------------------------------------------------------------------------------- | ------------------------------------------------------------------------------- | ------------------------------------------------------------------------------- | ------------------------------------------------------------------------------- |
| الدرجة القصوى °م (°ف)                                                           | 16.8 (62.2)                                                                     | 19.4 (66.9)                                                                     | 24.7 (76.5)                                                                     | 31.0 (87.8)                                                                     | 33.7 (92.7)                                                                     | 38.1 (100.6)                                                                    | 40.1 (104.2)                                                                    | 38.5 (101.3)                                                                    | 34.9 (94.8)                                                                     | 28.3 (82.9)                                                                     | 19.2 (66.6)                                                                     | 16.9 (62.4)                                                                     | 40.1 (104.2)                                                                    |
| متوسط درجة الحرارة الكبرى °م (°ف)                                               | 2.4 (36.3)                                                                      | 4.8 (40.6)                                                                      | 9.8 (49.6)                                                                      | 16.1 (61.0)                                                                     | 20.6 (69.1)                                                                     | 24.0 (75.2)                                                                     | 26.1 (79.0)                                                                     | 25.9 (78.6)                                                                     | 20.3 (68.5)                                                                     | 13.8 (56.8)                                                                     | 6.9 (44.4)                                                                      | 3.0 (37.4)                                                                      | 14.5 (58.1)                                                                     |
| المتوسط اليومي °م (°ف)                                                          | −0.8 (30.6)                                                                     | −0.1 (31.8)                                                                     | 3.4 (38.1)                                                                      | 8.3 (46.9)                                                                      | 13.2 (55.8)                                                                     | 16.8 (62.2)                                                                     | 18.4 (65.1)                                                                     | 17.6 (63.7)                                                                     | 12.6 (54.7)                                                                     | 7.9 (46.2)                                                                      | 3.4 (38.1)                                                                      | 0.1 (32.2)                                                                      | 8.4 (47.1)                                                                      |
| متوسط درجة الحرارة الصغرى °م (°ف)                                               | −4.1 (24.6)                                                                     | −4.2 (24.4)                                                                     | −1.4 (29.5)                                                                     | 1.4 (34.5)                                                                      | 6.0 (42.8)                                                                      | 9.8 (49.6)                                                                      | 11.5 (52.7)                                                                     | 11.0 (51.8)                                                                     | 7.0 (44.6)                                                                      | 3.3 (37.9)                                                                      | 0.2 (32.4)                                                                      | −2.8 (27.0)                                                                     | 3.1 (37.6)                                                                      |
| أدنى درجة حرارة °م (°ف)                                                         | −27.2 (−17.0)                                                                   | −28.0 (−18.4)                                                                   | −27.6 (−17.7)                                                                   | −11.1 (12.0)                                                                    | −4.6 (23.7)                                                                     | −3.0 (26.6)                                                                     | 1.4 (34.5)                                                                      | −0.9 (30.4)                                                                     | −3.5 (25.7)                                                                     | −10.8 (12.6)                                                                    | −17.0 (1.4)                                                                     | −27.9 (−18.2)                                                                   | −28.0 (−18.4)                                                                   |
| الهطول مم (إنش)                                                                 | 28.1 (1.11)                                                                     | 22.8 (0.90)                                                                     | 30.9 (1.22)                                                                     | 32.2 (1.27)                                                                     | 56.9 (2.24)                                                                     | 70.8 (2.79)                                                                     | 72.0 (2.83)                                                                     | 65.6 (2.58)                                                                     | 43.4 (1.71)                                                                     | 39.1 (1.54)                                                                     | 32.3 (1.27)                                                                     | 31.4 (1.24)                                                                     | 525.4 (20.69)                                                                   |
| متوسط تساقط الثلوج سم (إنش)                                                     | 15.2 (6.0)                                                                      | 11.3 (4.4)                                                                      | 4.6 (1.8)                                                                       | 0.5 (0.2)                                                                       | 0.0 (0.0)                                                                       | 0.0 (0.0)                                                                       | 0.0 (0.0)                                                                       | 0.0 (0.0)                                                                       | 0.0 (0.0)                                                                       | 0.1 (0.0)                                                                       | 3.1 (1.2)                                                                       | 9.6 (3.8)                                                                       | 44.5 (17.5)                                                                     |
| متوسط الرطوبة النسبية (%)                                                       | 84.9                                                                            | 80.7                                                                            | 77.0                                                                            | 71.8                                                                            | 71.1                                                                            | 71.6                                                                            | 72.1                                                                            | 74.5                                                                            | 80.1                                                                            | 84.2                                                                            | 88.0                                                                            | 87.3                                                                            | 78.6                                                                            |
| ساعات سطوع الشمس الشهرية                                                        | 31.4                                                                            | 61.2                                                                            | 103.9                                                                           | 165.5                                                                           | 192.0                                                                           | 194.4                                                                           | 207.0                                                                           | 202.2                                                                           | 137.2                                                                           | 79.7                                                                            | 29.9                                                                            | 22.2                                                                            | 1٬426٫6                                                                         |
| المصدر: معهد الأرصاد الجوية التشيكي                                             |                                                                                 |                                                                                 |                                                                                 |                                                                                 |                                                                                 |                                                                                 |                                                                                 |                                                                                 |                                                                                 |                                                                                 |                                                                                 |                                                                                 |                                                                                 |

## التقسيم الإداري والديموغرافيا
تتكون مدينة بلزن من عشر مناطق تبدأ ببلزن 1 وحتى بلزن 10، تتألف هذه المناطق من 25 قسمًا بلديًا لا تتوافق حدودها مع حدود المناطق.
ديموغرافيا المدينة
وفقًا لتعداد عام 1921، كان هناك 88,416 نسمة يعيشون في 3,284 منزلًا، منهم 43,057 من النساء. وأعلن 79,166 شخصًا عن انتمائهم للجنسية التشيكوسلوفاكية، و6,757 للجنسية الألمانية، و701 للجنسية اليهودية. وبلغ عدد أتباع الكنيسة الكاثوليكية الرومانية 52,514 شخصًا، و5,763 من البروتستانت، و4,427 من أتباع الكنيسة التشيكوسلوفاكية الهوسيتية، و3,094 من اليهود.
وفي تعداد عام 1930، كان هناك 114,704 نسمة يعيشون في 6,451 منزلًا. أعلن 105,731 شخصًا انتماءهم للجنسية التشيكوسلوفاكية، و6,782 للجنسية الألمانية. وكان هناك 61,344 من أتباع الكنيسة الكاثوليكية الرومانية، و10,891 من البروتستانت، و6,803 من أتباع الكنيسة التشيكوسلوفاكية الهوسيتية، و2,773 من اليهود.
عام 2017، معظم السكان، البالغ عددهم 119 ألفًا، يعلنون انتمائهم للجنسية التشيكية. وتشمل أكبر الأقليات السكان السلوفاك (3,086)، والأوكرانيين (2,080)، والفيتناميين (965).

## تاريخ
شهدت المدينة في تاريخها العديد من الحروب والحصارات وكانت هدفا لكثير من الغزاة والمحتلين. أسست بأمر من الملك فاتسلاف الثاني عام 1295 م. أصبحت المدينة في وقت قصير مركزا تجاريا هاما لوقوعها على الخطوط التجارية الواصلة بين الأراضي التشكية والأراضي الألمانية وتحديدا مدينتي نورنبيرغ وريغنسبورغ. في القرن الرابع عشر كانت بيلزن ثالث أكبر مدينة في بوهيميا بعد براغ وكوتنا هورا حيث وصل عدد سكانها لثلاثة آلاف نسمة. خلال أواخر القرن الرابع عشر في فترة حروب الهوسيين كانت المدينة مركزا للمقاومة الكاثوليكية ضد قوات الهوسيت. في عام 1427 م حاول بروكوب العظيم أحد قادة الهوسيت احتلال المدينة بعد حصارها إلا أنه فشل في ذلك. في عام 1468 م أسست فيها أول مطبعة تشيكية.
صدر قرار من مجلس المدينة عام 1578 بعدم السماح لأي شخص غير كاثوليكي بالسكن فيها. اختار الملك رودولف الثاني بيلزن كعاصمة لبوهيميا بين عامي 1599 م و1600 م. خلال حرب الثلاثين عام وفي عام 1618 م احتلت المدينة من قبل قوات الكونت مانسفيلد الموالي للبروتستانت في ذلك الوقت بعد حصارها وهذا يعد أول سقوط للمدينة في تاريخها من يد الكاثوليك إلا أنهم استعادوها عام 1621 م. حاولت القوات السويدية احتلالها عامي 1637 م و1648 م بعد حصارها ولكن المحاولتين باءتا بالفشل.
في أواخر القرن السابع عشر ظهر التأثر الفني لمعماريي المدينة بالفن الباروكي وهذا يظهر جليا في مباني المدينة القديمة.
في نهاية الحرب العالمية الثانية حررت المدينة من النازيين من قبل قوات الجنرال باتون الأمريكية بعكس بقية مناطق البلاد الأخرى التي احتلتها قوات الجيش الأحمر. في عام 1991 م أسست جامعة غرب بوهيميا.

## الاقتصاد
تعد بلزن مركزًا للأعمال في الجزء الغربي من جمهورية التشيك.
تنتج بلزن حوالي ثلثي الناتج المحلي الإجمالي لمنطقة بلزن، على الرغم من أن سكانها يشكلون 29.8% فقط من إجمالي سكان المنطقة. ووفقًا لهذه الأرقام، فإن الناتج المحلي الإجمالي لمدينة بلزن يبلغ حوالي 7.2 مليار دولار، بمعدل 44,000 دولار للفرد. وعلى الرغم من أن جزءًا من هذا يُعزى إلى العمالة القادمة من خارج المدينة، إلا أنها تعد واحدة من أكثر المدن ازدهارًا في جمهورية التشيك.
تأسست شركة شكودا (Škoda) في بلزن عام 1859، وأصبحت عنصرًا مهمًا في الهندسة في كل من الإمبراطورية النمساوية المجرية، وتشيكوسلوفاكيا، وجمهورية التشيك، كما أنها كانت واحدة من أكبر مصانع الأسلحة الأوروبية. خلال الحقبة الشيوعية (1948–1989)، كانت الشركة تركز إنتاجها لتلبية احتياجات الكتلة الشرقية. وبعد اضطراب اقتصادي في الفترة التي أعقبت الثورة المخملية، وفشل جهود اختراق الأسواق الغربية، واجهت الشركة مشاكل في المبيعات والديون. بعد عملية إعادة هيكلة كبيرة، تم تقسيم الشركة إلى عدة شركات فرعية تم بيعها لاحقًا، ولا زالت تعمل في المدينة إلى اليوم مثل شركة سكودا أوتو للسيارات.
توجد الآن العديد من الشركات الأجنبية التي تمتلك قواعد تصنيع في بلزن، بما في ذلك دايكن، هايسنس وباناسونيك. كما تم تأسيس مقر شركة البرمجيات ZF Openmatics في المدينة. وهناك نقاشات جارية حول إعادة تطوير المساحات الكبيرة غير المستخدمة من مصنع شكودا.
تعد شركة ستوك الواقعة في حي بوزكوف، أكبر معمل تقطير في جمهورية التشيك.
تم تعريف تجمع بلزن الحضري كأداة لجذب الأموال من صناديق الاستثمار الهيكلية الأوروبية (ESI Funds, ESIFs) ويشمل هذا التجمع المدينة وضواحيها، حيث ترتبط بها من خلال التنقل والهجرة، ويبلغ عدد سكانه حوالي 328,000 نسمة.
منذ أواخر التسعينيات، شهدت المدينة نموًا كبيرًا في الاستثمارات الأجنبية. في عام 2007، قامت شركة تطوير المراكز التجارية الصهيونية بافتتاح مركز بلزن بلازا، وهو مركز تسوق وترفيه بمساحة 20,000 m2 (220,000 قدم2)، يضم سينما متعددة الشاشات تديرها شركة سينما سيتي الصهيونية.
 بيرة بيلسنر 

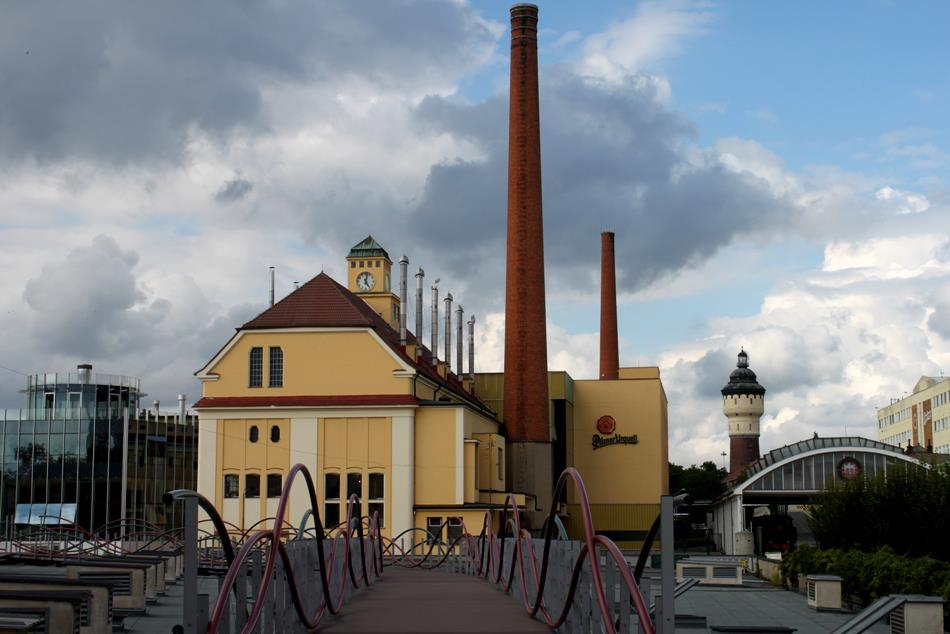
مبنى التخمير التقليدي (في الوسط) والمبنى الحديث (على اليسار)

تشتهر بلزن بمصانع البيرة منذ عام 1842 حين قام صانع الجعة البافاري جوزيف غول (1813–1887) بإنتاج أول دفعة من بيرة بيلسنر في 5 أكتوبر 1842.
تُعد بلزن مدينة ذات أهمية تاريخية في صناعة البيرة، بما في ذلك تطوير أسلوب بيلسنر. في عام 1375، منح الملك التشيكي كارل الرابع لدير دوبروف بالقرب من بلزن حق صناعة البيرة، ويُعد واحدًا من أقدم مصانع الجعة التي استمرت حتى العصر الحديث. كانت العديد من مصانع الجعة تقع في السراديب العميقة المتصلة في المدينة.
أسس مسؤولو بلزن مصنعًا للجعة مملوكًا للمدينة في عام 1839، تحت اسم مصنع الجعة للمواطنين، المعروف الآن باسم (Plzeňský Prazdroj).

## النقل

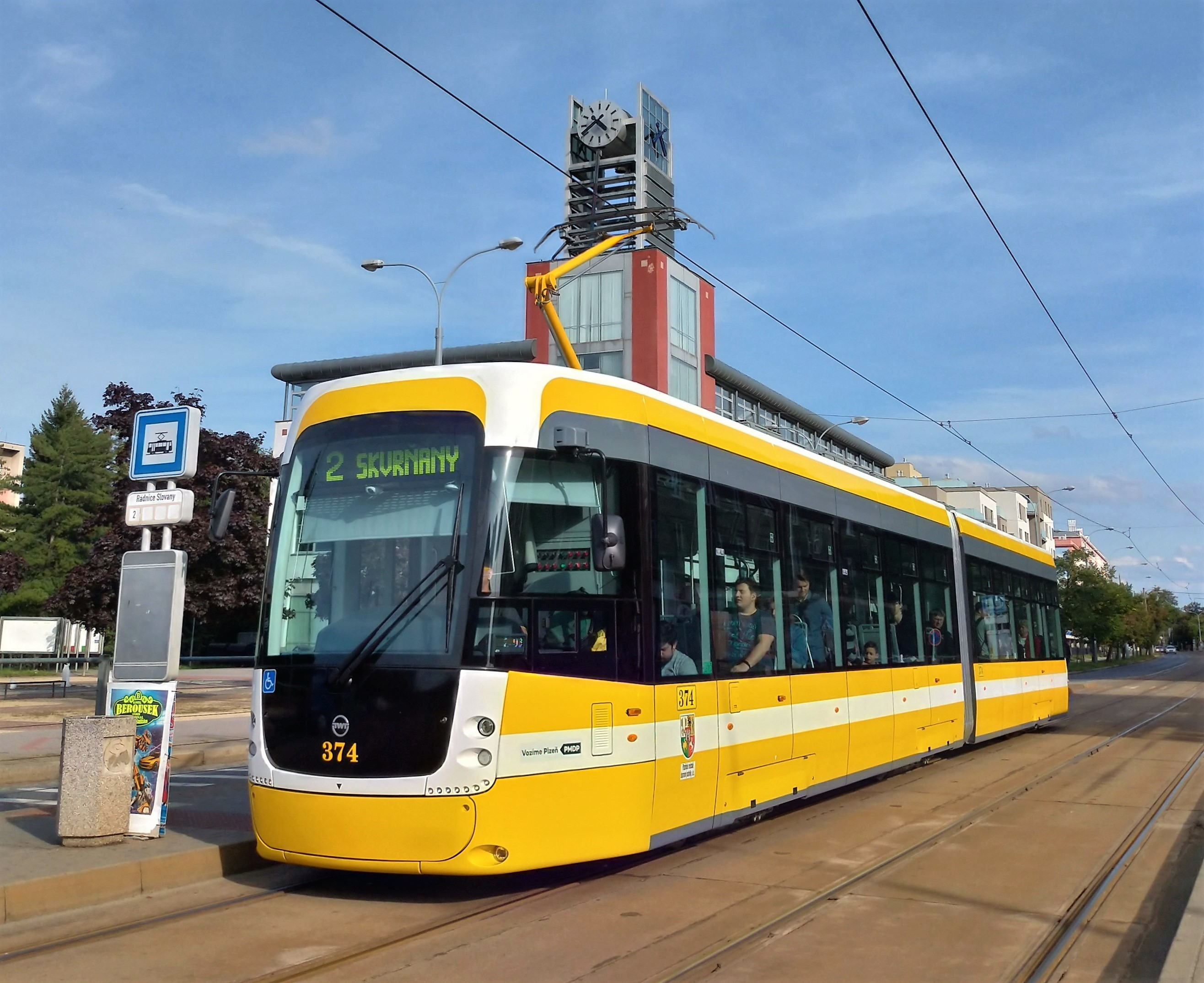
ترام EVO2 في بلزن

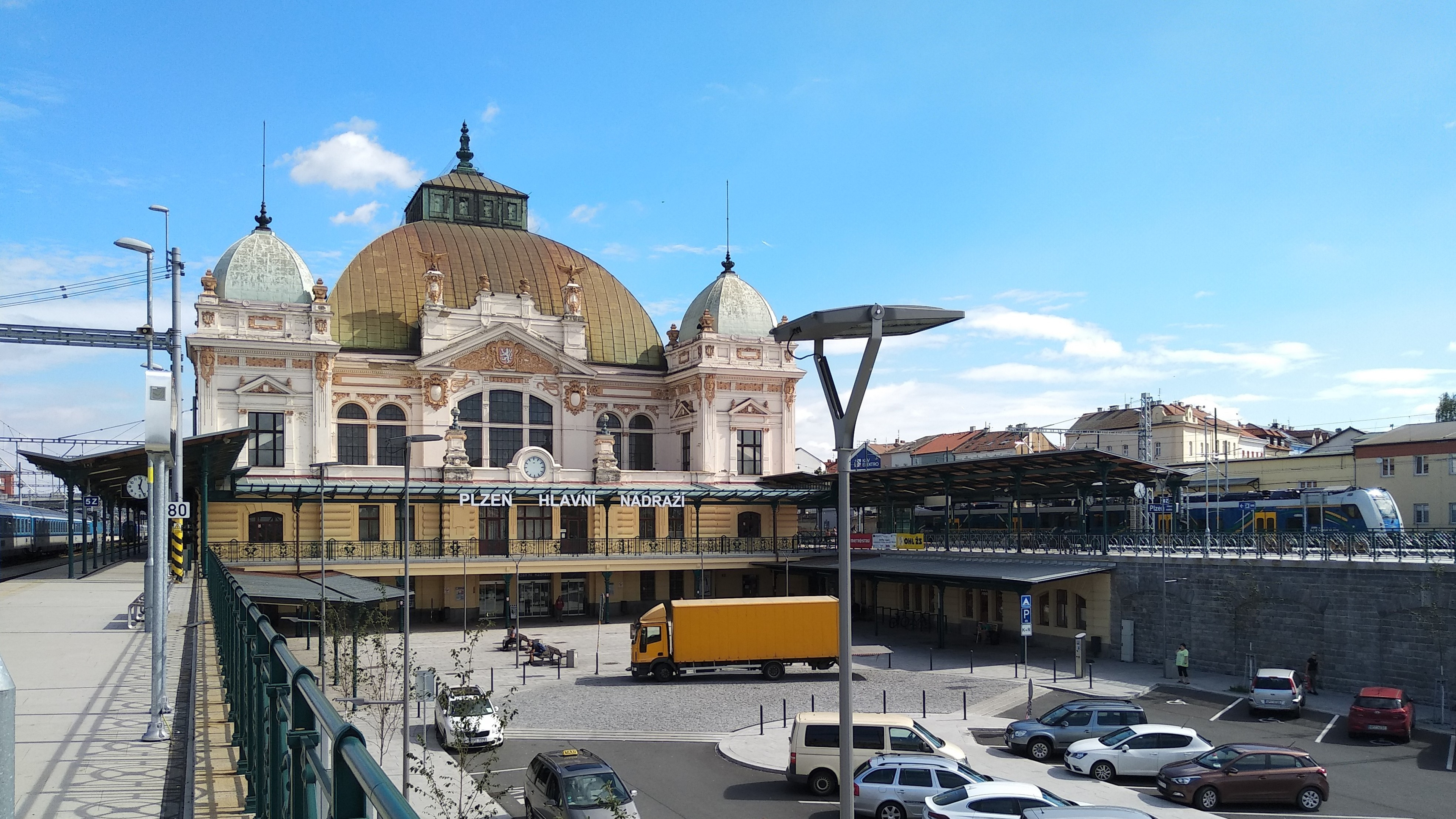
محطة السكك الحديدية الرئيسية في بلزن

### الترام، الحافلات الكهربائية والحافلات
تُخدَم منطقة بلزن الحضرية بشكل كبير عبر شبكة من الترام والحافلات الكهربائية والحافلات التي تُشغلها شركة PMDP. وكما هو الحال في العديد من المدن الأوروبية، فإن التذاكر التي يتم شراؤها من آلات البيع أو المحلات الصغيرة تكون صالحة لجميع وسائل النقل العام التابعة لمدينة بلزن. يمكن للمقيمين في المدينة شراء بطاقة بلزن (Plzeň Card) واستخدامها في جميع وسائل النقل العام دون قيود طالما أنها مشحونة وصالحة. كما يمكن شراء التذاكر داخل المركبات باستخدام بطاقة ذكية غير تلامسية.

### السكك الحديدية
تُعد بلزن مركزًا مهمًا للنقل بالسكك الحديدية في جمهورية التشيك، حيث تتقاطع فيها خمس خطوط رئيسية:
الخط رقم 170: براغ – بيرون – بلزن – خب
الخط رقم 180: بلزن – دوماجليتسه – فورث إم فالد (ألمانيا)
الخط رقم 183: بلزن – كلاتوفي – جيليزنا رودا
الخط رقم 160: بلزن – جاتيتس
الخط رقم 190: بلزن – تشيسكي بوديوفيتسه
تخدم محطة السكك الحديدية الرئيسية في بلزن (Plzeň hlavní nádraží) جميع هذه الخطوط الخمسة.

### الطرق
يُعد الطريق السريع (D5) الرابط بين براغ ونورنبرغ أهم محور نقل بري في المدينة.

### الطيران
يقع مطار محلي عام ودولي خاص على بُعد 11 كيلومترًا جنوب غرب بلزن، في قرية لينيه.

## الدين
منذ 31 مايو 1993، أصبحت بلزن مقرًا لأبرشية بلزن الكاثوليكية الرومانية. وكان أول أسقف هو فرانتشيشك رادكوفسكي. تغطي الأبرشية منطقة يبلغ عدد سكانها 818,700 نسمة. يقع مقر الأبرشية في كاتدرائية القديس بارثولوميو في ساحة الجمهورية في بلزن. وتنقسم الأبرشية إلى 10 مناطق رعوية تضم 72 رعية.
مقر السنود الغربي التشيكي (الذي يعادل الأبرشية في الطوائف البروتستانتية في وسط أوروبا) للكنيسة الإنجيلية التشيكية للأخوة يقع حاليًا في بلزن. هناك رعايتان أخريان للكنيسة الإنجيلية التشيكية للأخوة في مدينة بلزن رعية الغرب للكنيسة الإنجيلية التشيكية للأخوة في بلزن، المعروفة باسم رعية الغرب، وتقع في الجزء الغربي من المدينة في حي جيزني بريدميستي، ورعية الكنيسة الإنجيلية للأخوة في منطقة تشراست الواقعة في أقصى شرق منطقة مدينة بلزن.
يقع مقر أبرشية بلزن للكنيسة الهاوسيتية التشيكوسلوفاكية في بلزن (على الرغم من أن الأسقف يقيم في ميروڤيتسه منذ عدة سنوات بسبب تجديد مقر الأبرشية).
كما يقع مقر الكنيسة اللوثرية الإنجيلية التشيكية في بلزن. وكنيسة القديس بولس اللوثرية هي كنيسة تابعة للكنيسة اللوثرية الإنجيلية التشيكية في بلزن.
الكنائس الأخرى الموجودة في بلزن تشمل الكنيسة الإنجيلية في الاعتراف الأوغسبورغي في جمهورية التشيك، الكنيسة المتحدة المعمدانية، الكنيسة السبتيّة الأدڤنتية، كنيسة الإخوة، الكنيسة الأرثوذكسية في الأراضي التشيكية وسلوفاكيا، الكنيسة اليونانية الكاثوليكية، ويوجد فيها الكنيس الكبير اليهودي وغيرها.

## التعليم
جامعة غرب بوهيميا تقع في بلزن تحتوي على كليات متعددة، والجامعة معروفة بشكل خاص بكلية القانون، كلية الهندسة الميكانيكية، وكلية العلوم التطبيقية.
كلية الطب في بلزن التابعة لجامعة تشارلز في براغ.
كما توجد في المدينة مؤسسات تعليمية أخرى.
مدرسة مارتن لوثر الابتدائية (Základní škola Martina Luthera) هي مدرسة خاصة مسيحية تابعة للكنيسة الإنجيلية اللوثرية التشيكية في بلزن.

## الثقافة
كانت مدينة بلزن عاصمة الثقافة الأوروبية لعام 2015، جنبًا إلى جنب مع مدينة مونس في بلجيكا.

## الرياضة

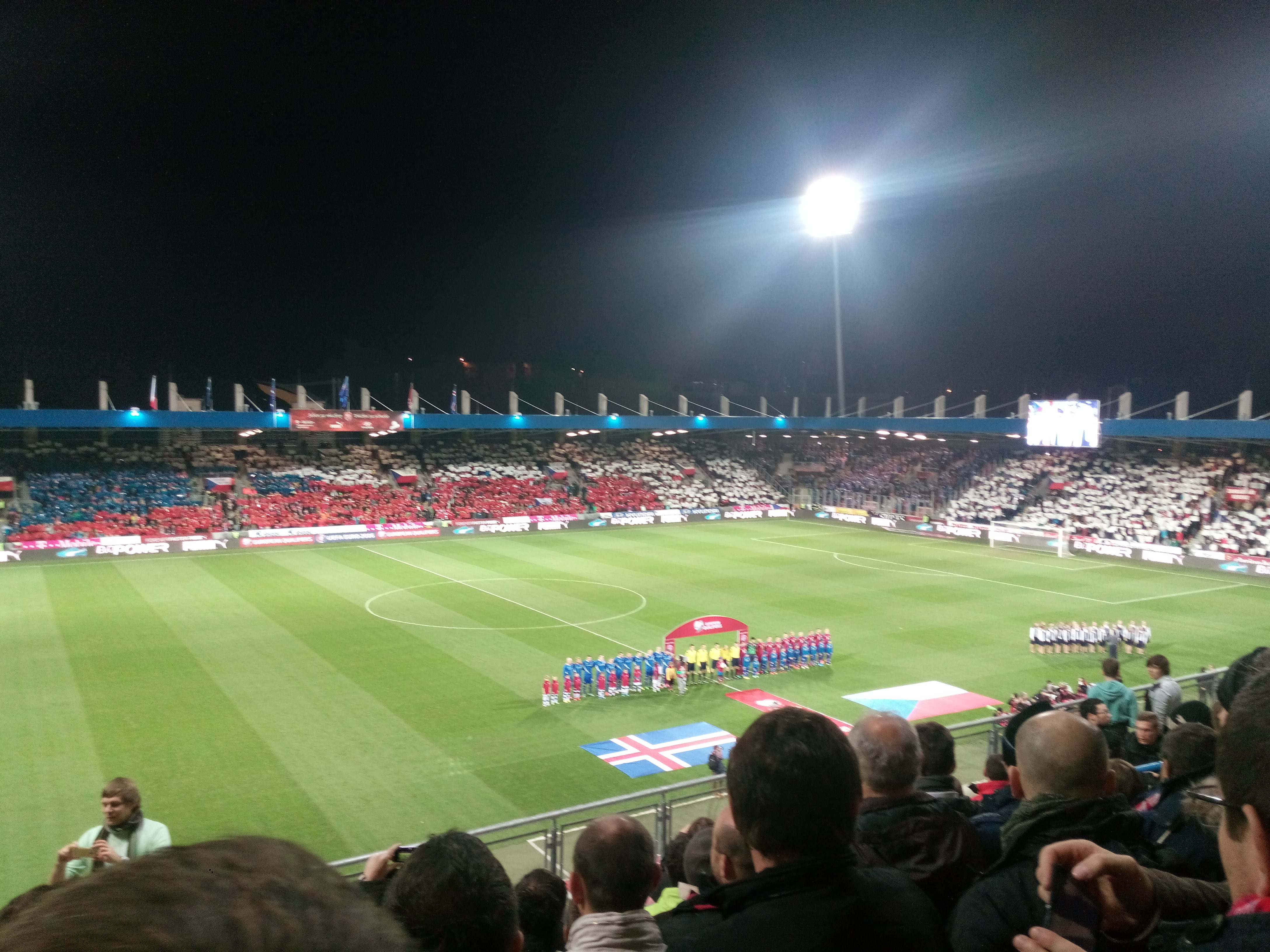
ملعب دوسان أرينا

يلعب نادي الهوكي على الجليد HC Škoda Plzeň في إكسترا ليغا التشيكية ويخوض الفريق مبارياته على أرضه في صالة لوج سبيد. أما نادي كرة القدم فيكتوريا بلزن فيشارك في الدوري التشيكي الممتاز ويُعتبر من أنجح الأندية في جمهورية التشيك. شارك فريق فيكتوريا بلزن في دوري أبطال أوروبا والدوري الأوروبي. تُقام مباريات الفريق على أرضه في ملعب دوسان أرينا. كما يلعب نادي كرة اليد تالنت بلزن في إكسترا ليغا كرة اليد التشيكية.
يشارك فريق (PK Plzeň) في سباقات سبيدواي الدراجات النارية على حلبة سبيدواي بلزن. استضافت الحلبة العديد من الفعاليات المهمة، بما في ذلك جولات التصفيات لكأس العالم لفرق سبيدواي.

## المعالم

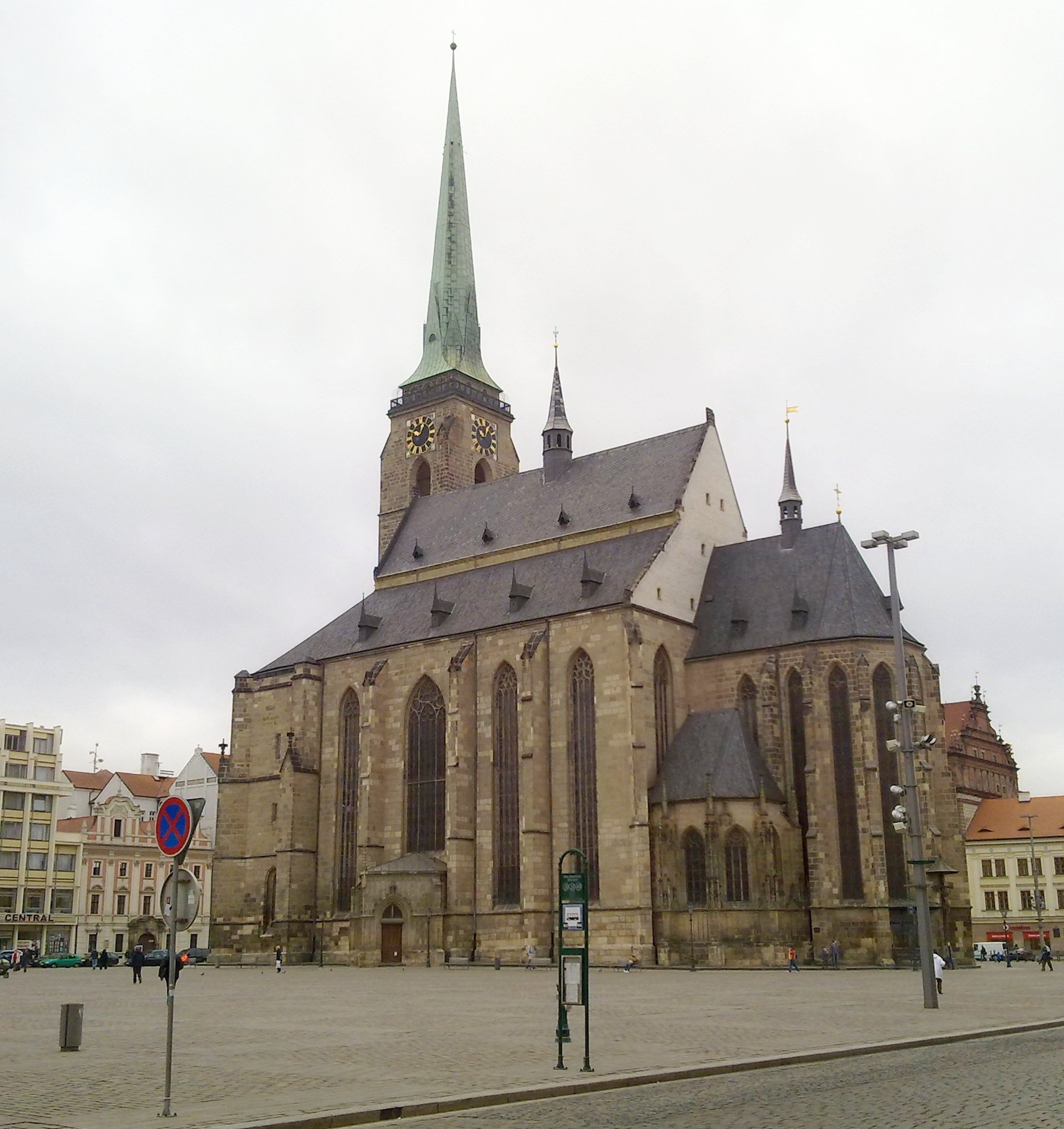
كاتدرائية القديس بارثولوميو

تشمل أبرز معالم بلزن القوطية، وأهمها كاتدرائية القديس بارثولوميو، التي تأسست في أواخر القرن الثالث عشر، ويبلغ ارتفاع برجها 102 متر، مما يجعله الأعلى في جمهورية التشيك. كما تشمل معالم العمارة النهضوية في مبنى دار البلدية، والعمارة المستوحاة من الطراز الغربي في الكنيس اليهودي الكبير وهو الثاني من حيث الحجم في أوروبا بعد كنيس شارع دوهاني في بودابست. يوجد أيضًا نفق تاريخي وشبكة أقبية تمتد لمسافة 20 كـم (12 ميل)، وتُعد من الأطول في وسط أوروبا. يُفتح جزء من هذه الشبكة للجمهور عبر جولات يبلغ طولها حوالي 750 م (2,500 قدم) وبعمق يصل إلى 12 م (39 قدم).
بُني برج المياه السابق عام 1532 وتم دمجه لاحقًا في نظام تحصينات المدينة عند بوابة براغ. تمت إضافة طابق آخر إليه في عام 1822 بأسلوب الطراز الإمبراطوري الفرنسي. أما البوابة القوطية التي يعود تاريخها إلى القرن السادس عشر، فقد تم نقلها من منزل آخر تم هدمه وأضيفت إلى البرج في عام 1912. يوجد فوق البوابة لوحة تذكارية مكرسة للدكتور جوزيف شكودا، الأستاذ في جامعة فيينا، الذي وُلد في المنزل المجاور في 10 ديسمبر 1805.
يُعد مصنع الجعة بلزنسكي برازدروي من الوجهات السياحية الشهيرة في المدينة
المتاحف
دير الفرنسيسكان – متحف الفن المسيحي
متحف غرب بوهيميا في بلزن (Západočeské muzeum v Plzni)

## المدن الشقيقة
مدينة بلزن لديها اتفاقيات توأمة مع:
- برمنغهام، الولايات المتحدة
- لييج، بلجيكا
- ليموج، فرنسا
- ريغنسبورغ، ألمانيا
- تاكاساكي، اليابان
- فينترتور، سويسرا
- جيلينا، سلوفاكيا

## معرض الصور

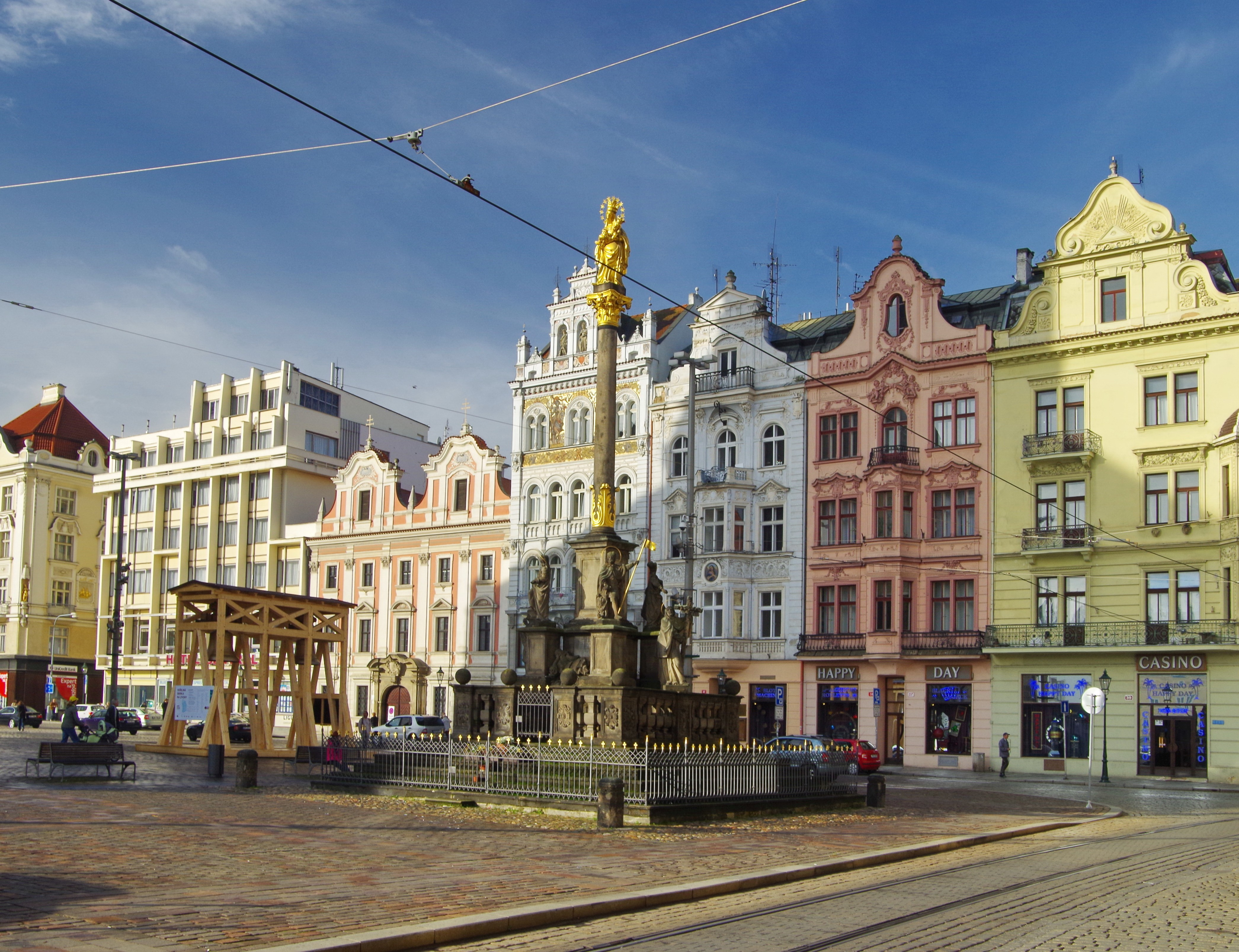
ساحة الجمهورية، الساحة الرئيسية في المدينة
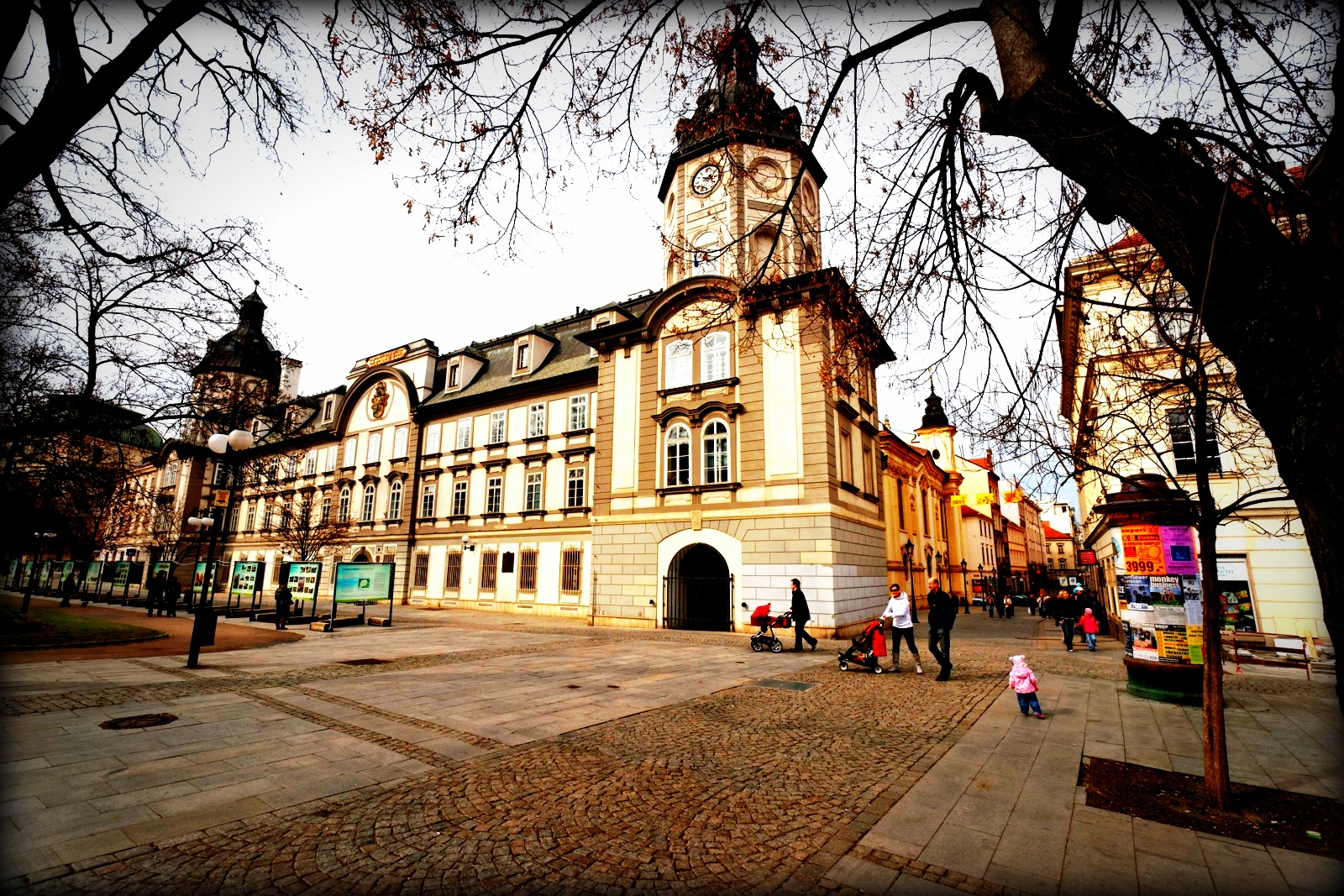
مكتبة الأبحاث
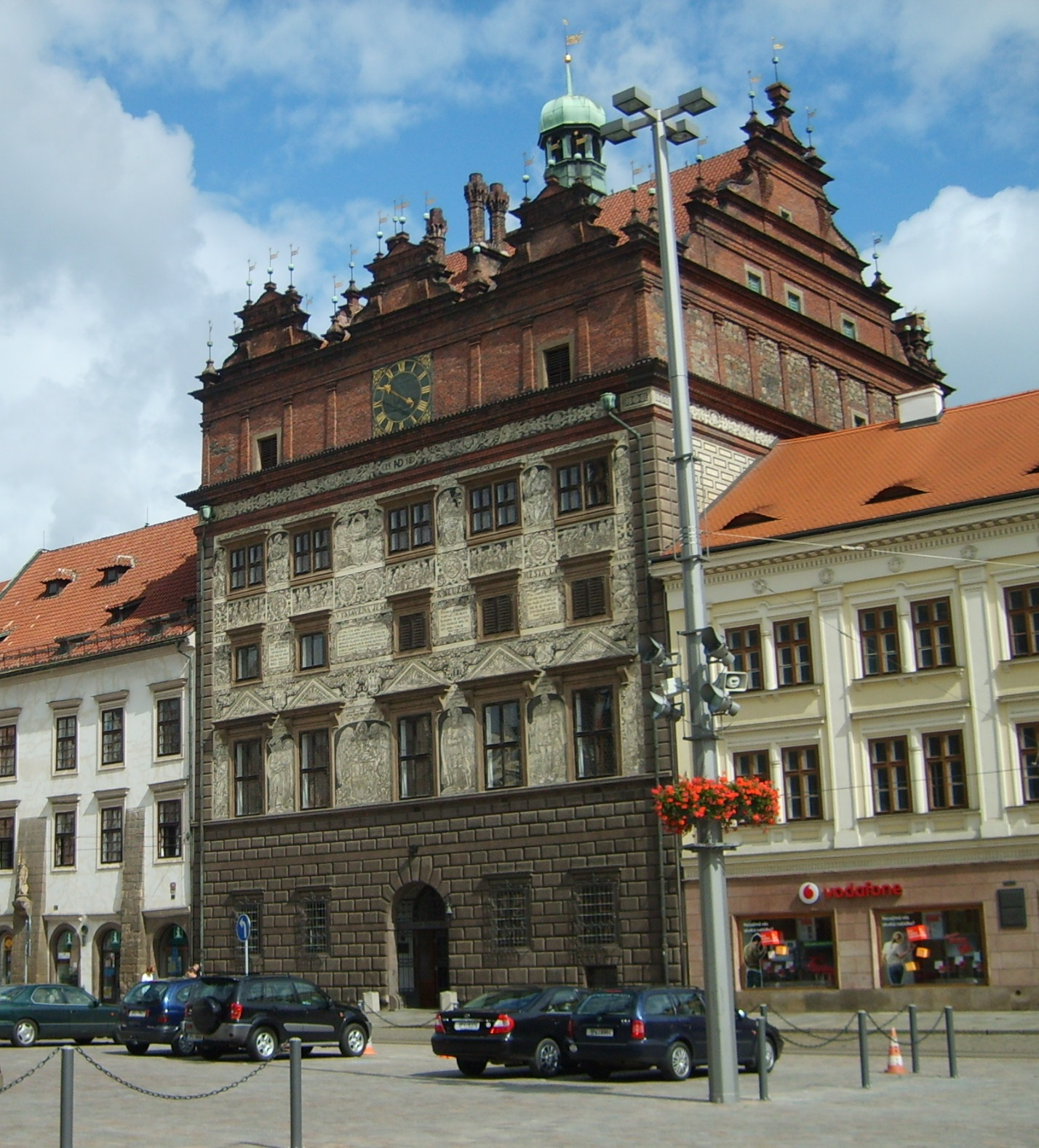
دار البلدية
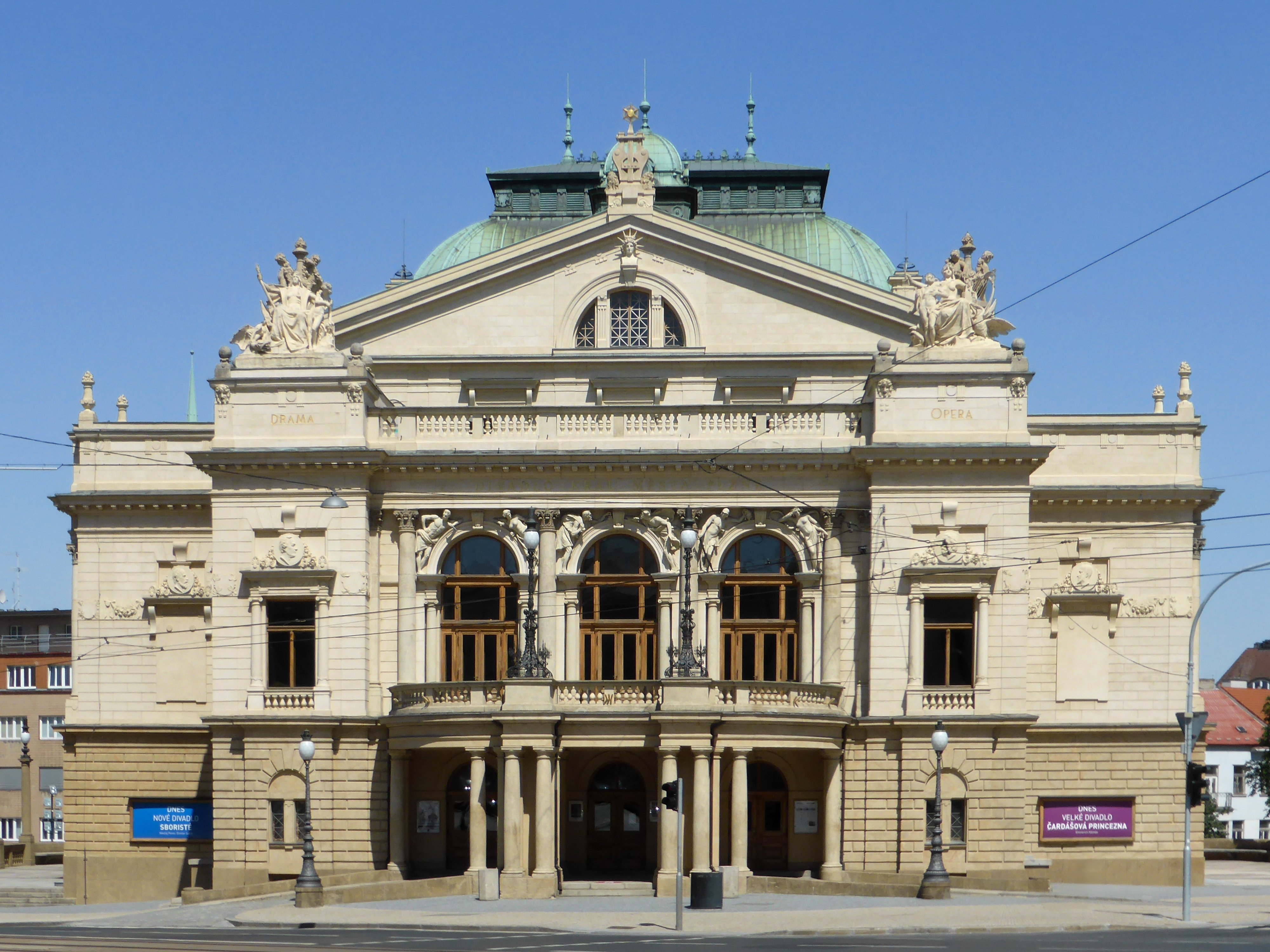
مسرح جوزيف كاجيتان تيل
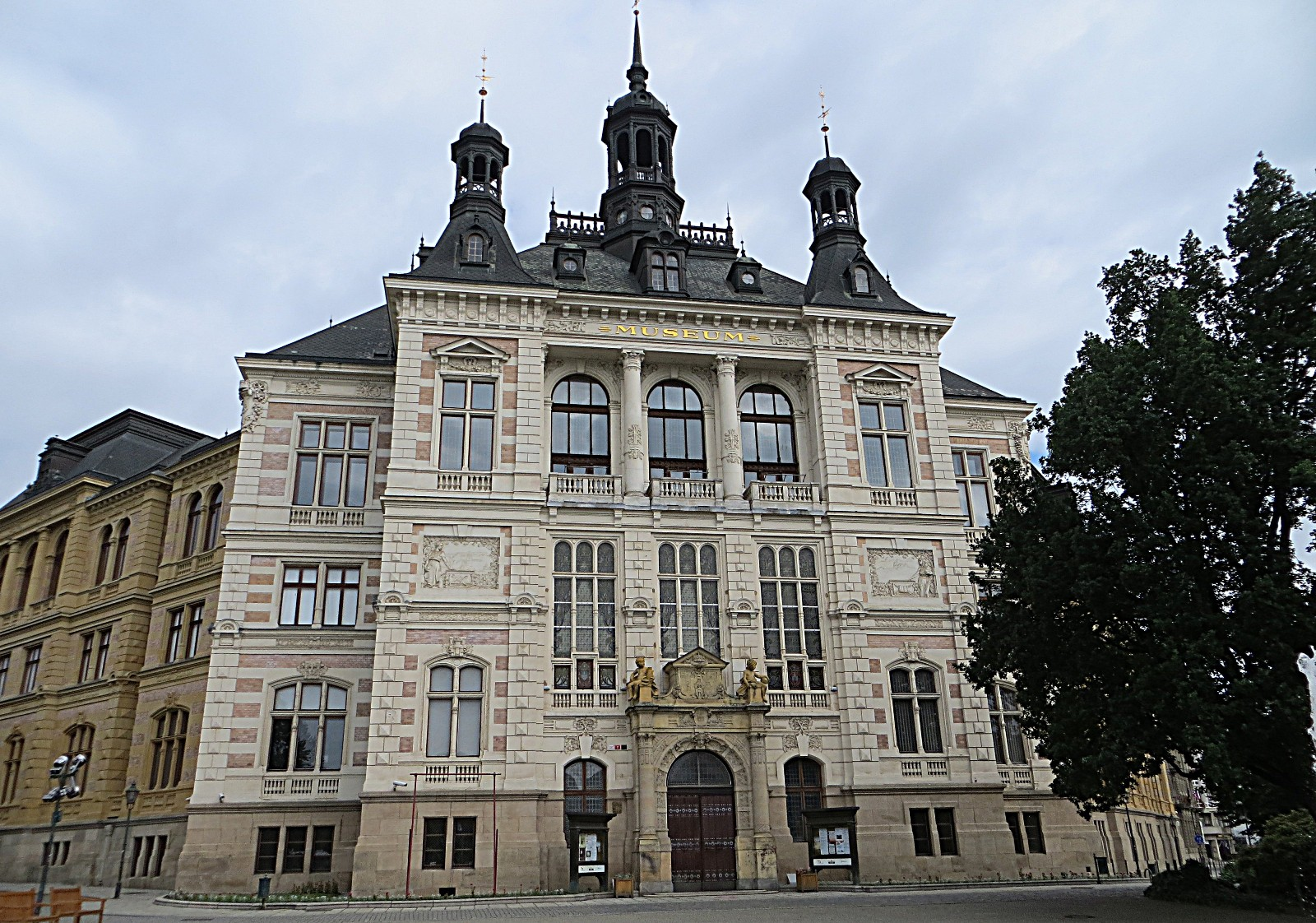
متحف بوهيميا الغربية
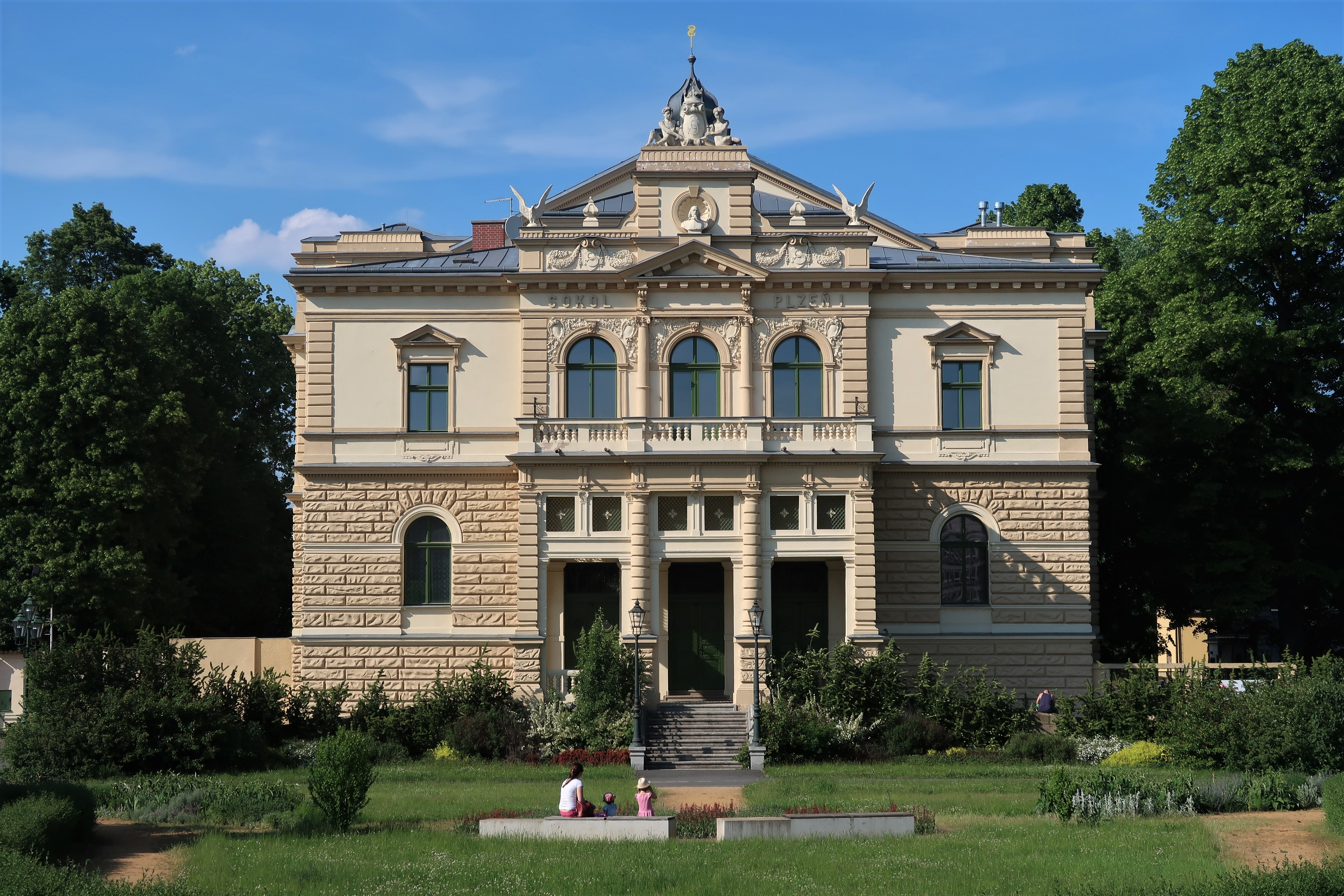
قاعة سوكول
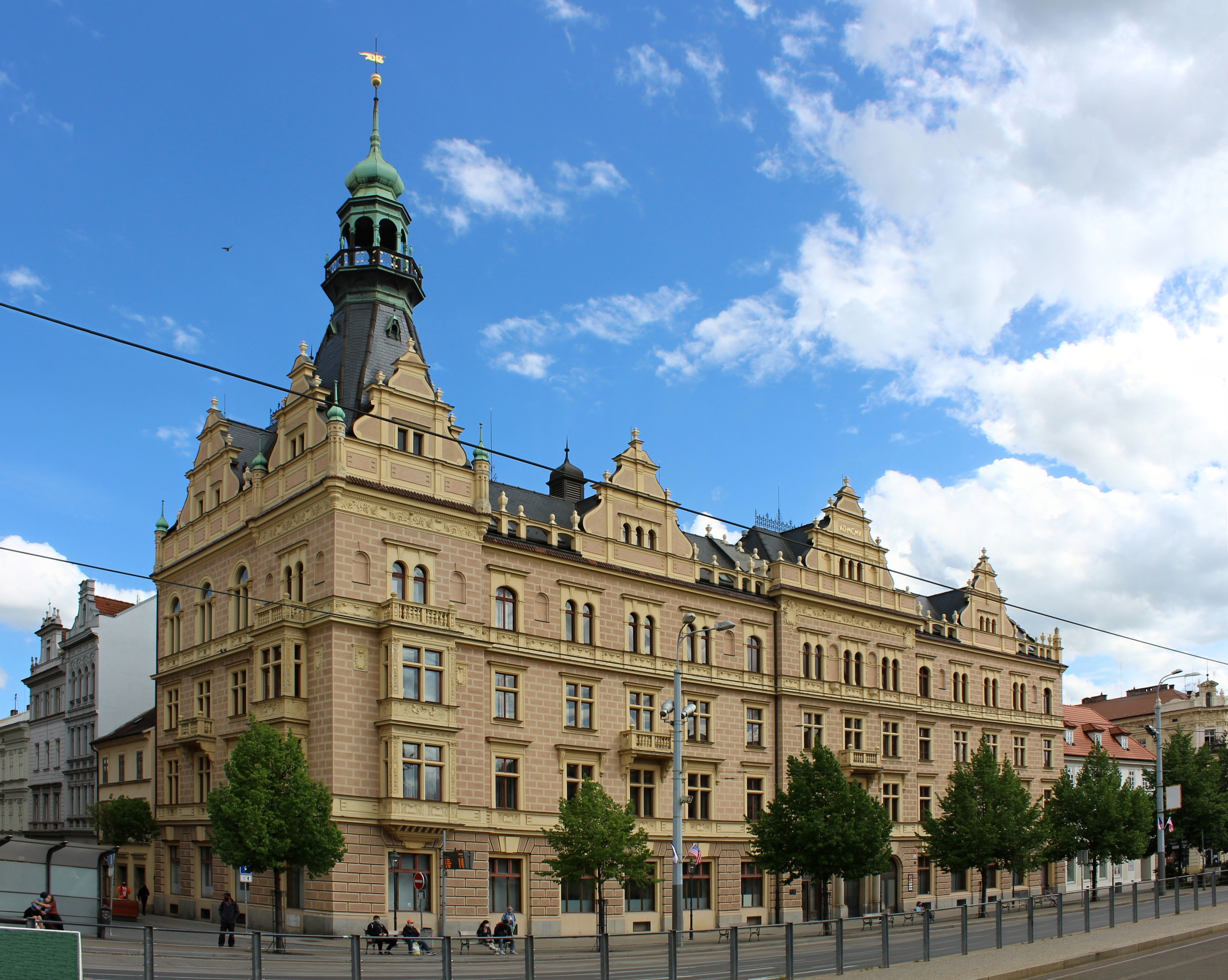
كلية الحقوق في جامعة غرب بوهيميا
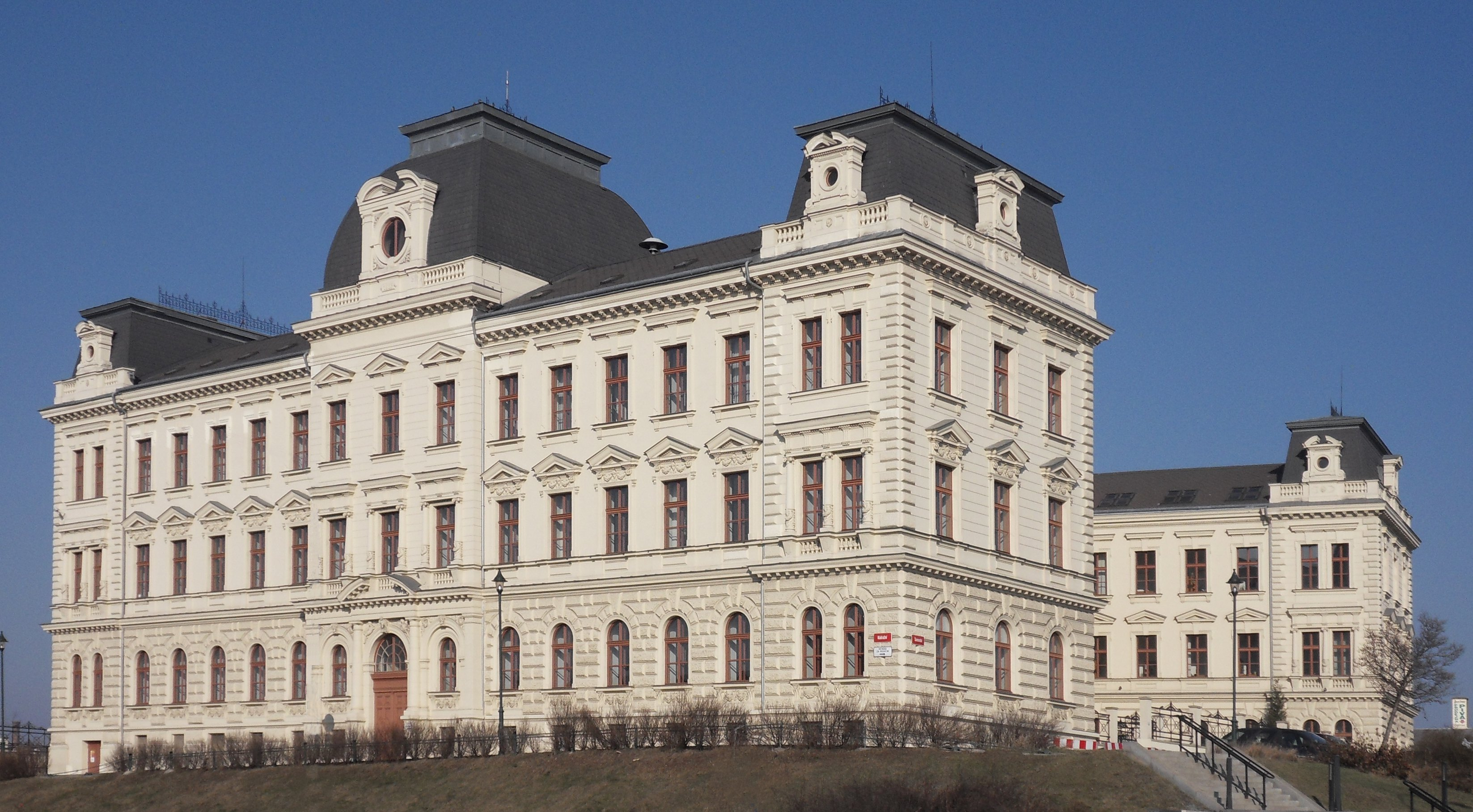
محكمة المقاطعة
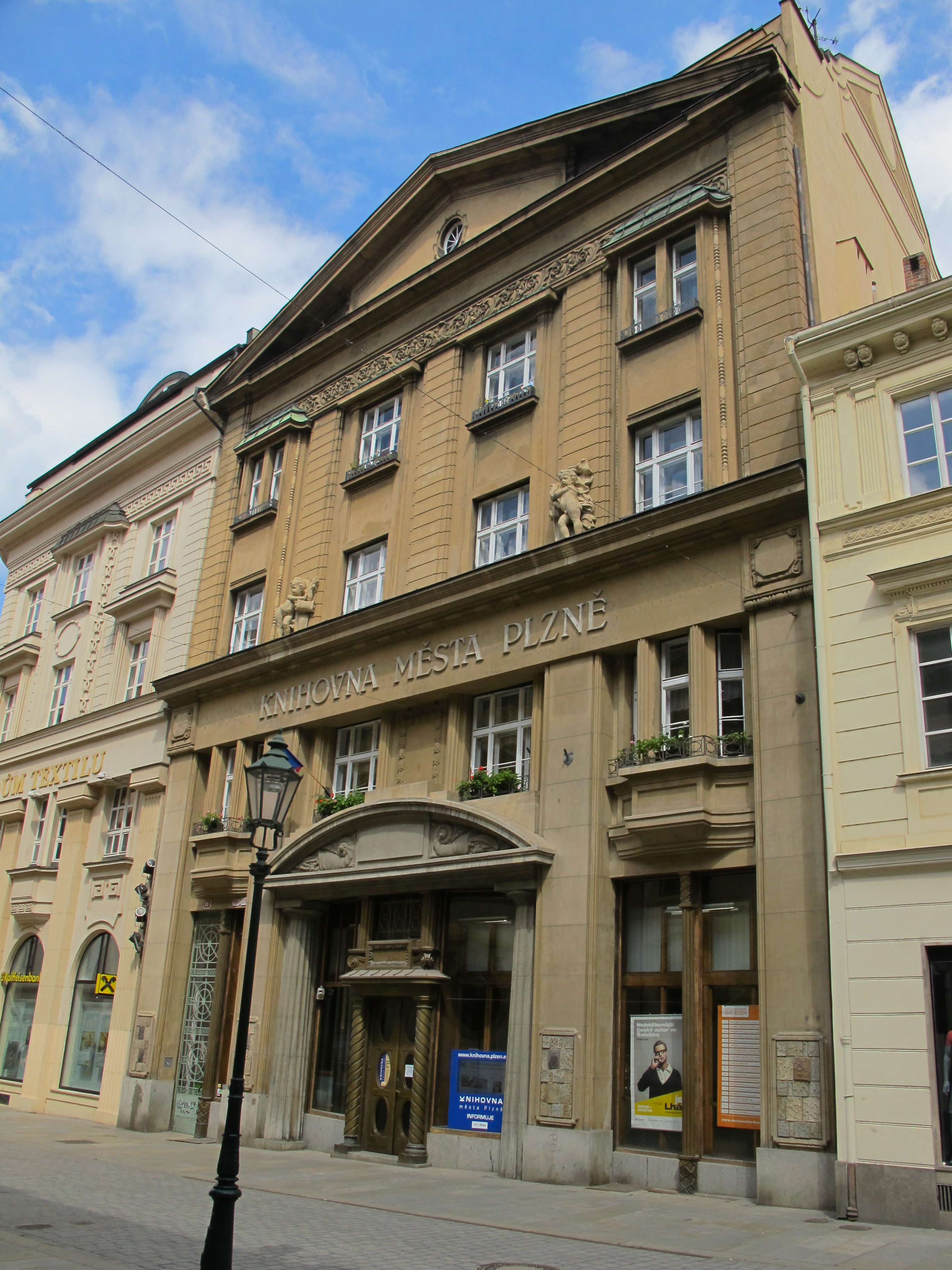
المكتبة البلدية